# Chris Dusauchoit

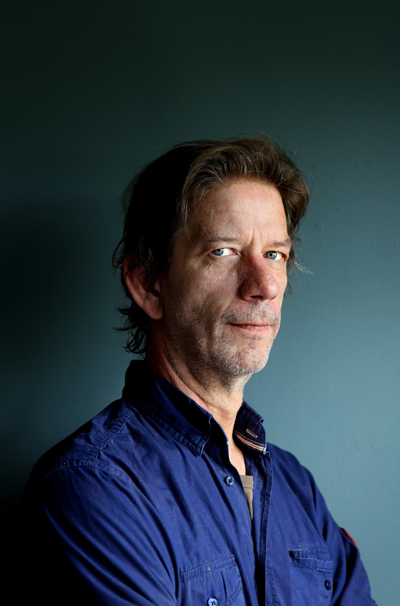
Chris Dusauchoit (2017)

Chris Dusauchoit (Brugge, 16 oktober 1962) is een Vlaams radio- en televisiepresentator. Van de televisie is hij bekendst als presentator van Dieren in nesten en diverse praatprogramma's en als voice-over in documentaires. Op de radio werkte hij vroeger voor Studio Brussel en Radio 1 en momenteel voor Radio 2.

## Biografie
Dusauchoit studeerde voor maatschappelijk werker en heeft een licentie communicatiewetenschappen. Na zijn studies solliciteerde hij als copywriter bij een reclamebureau. Nadien werd hij door de VRT aangenomen, eerst op de verkeersredactie en later bij Studio Brussel. Op Studio Brussel presenteerde hij onder meer De Tijdloze en French Quiz.
In 1996 presenteerde hij ook televisieprogramma's zoals het kinderprogramma Klakkebus op TV2. In het tweede seizoen van Schalkse Ruiters (1997) draaide een volledige aflevering van het programma rond Michiel Devlieger, die heel Vlaanderen doorzocht op zoek naar Chris Dusauchoit. Dusauchoit bleek zich ten slotte bij Phaedra Hoste te verschuilen.
In 1998 werd Dusauchoit op Canvas als presentator van het ludieke klassiekemuziekprogramma Bach Mag ingezet. Hij leverde ook bijdragen als producer en muzikant voor Kloot Per W.
In 1999 presenteerde Dusauchoit het praatprogramma Choit Naturel. Hij werd bijgestaan door zijn twee golden retrievers, waarvan één tijdens het verloop van de serie doodging. Dusauchoit staat bekend als een groot dierenliefhebber en presenteert van 2000 tot en met 2015 Dieren in nesten, en daarvoor twee seizoenen Dierenkliniek. Dierenkliniek werd op zijn aanvraag vervangen door Dieren in nesten, omdat Dierenkliniek reportages in scène zette en Dusauchoit zich daar niet meer mee kon verzoenen. In 2014 presenteerde hij The Big5 van Europa, dat gemaakt werd door hetzelfde team als van Dieren in nesten.
Begin 21ste eeuw was hij presentator van de praatprogramma's Aan tafel, Huisje Weltevree, Palavra (2004) op TV1 (het latere "Eén").
Op Radio 1 presenteerde Dusauchoit vanaf 2007 De tekstbaronnen. In het najaar werd op Studio Brussel een geldprijs uitgereikt voor wie kon achterhalen waar Peter Van de Veire zich schuil hield. Hij bleek zich uiteindelijk bij Dusauchoit thuis te verblijven.
Na de uitzending van de Britse documentaire Bulgaria's abandoned children op Canvas in januari 2008 over de schrijnende leefomstandigheden van verwaarloosde weeskinderen in de Bulgaarse weeshuizen, drong Dusauchoit er bij Belgische regering op aan om de Bulgaarse regering onder druk te zetten hieraan een einde te maken. Als boegbeeld van de vzw Help The Children zamelde Dusauchoit ook geld in om via kleine projecten ter plaatse het lot van gehandicapte kinderen en wezen te verbeteren.
Op 1 november 2015, naar aanleiding van Allerheiligen, werd op Eén Voor altijd uitgezonden, een programma van Dusauchoit en Hilde Van Mieghem over de dood.
Eind 2016 ging Dusauchoit tijdelijk aan de slag bij Radio 2 West-Vlaanderen. Ook nadien bleef hij aan de slag voor de radiozender, onder meer in de zomer van 2019 als presentator van het programma Zot veel zomerhits.
Dusauchoit komt ook regelmatig in de media als het gaat over dieren. Zo liet hij zich meermaals horen over het stropen van neushoorns en de (volgens hem slechte) leefomstandigheden van de dolfijnen in het Brugse pretpark Boudewijnpark. Hij schreef ook meerdere boeken over dieren, waaronder enkele over honden.
Hij werd ook gastdocent aan in de opleiding Professionele Bachelor Journalistiek aan de Hogeschool PXL.

## Privéleven
Dusauchoit had een aantal jaren een relatie met sp.a-politica Maya Detiège.
Hij had daarvoor ook een aantal jaren een relatie met presentatrice Annemie Peeters.
Huidig (anno 2022):
Luc Appermont · Cara Cobbaert · Anja Daems · Sandra Deakin · Karolien Debecker · Kim Debrie · Peter De Groot · Lars De Groote · Guy De Pré · Chris Dusauchoit · Dirk Ghijs · Peter Hermans · Wouter Landuyt · Filip Ledaine · Daan Masset · Caren Meynen · Sven Pichal · Marc Pinte · Harald Scheerlinck · Siska Schoeters · Benjamien Schollaert · Showbizz Bart · Sharon Slegers · Jo Van Damme · Niels Vandeloo · Sonny Vanderheyden · Cathérine Vandoorne · Christel Van Dyck · Ruben Van Gucht · Iris Van Hoof · Vanessa Vanhove · Britt Van Marsenille · David Van Ooteghem · Peter Verhulst · Dirk Vlaeyen · Pascal Vranckx · Albrecht Wauters
Voormalig:
Luk Alloo · Johan Anthierens · Nand Baert · Erik Baeyens · Wim Bary · Jos Baudewijn · Flor Berckenbosch · Marcel Beerten · Wilfried Bertels · Marc Brillouet · Els Broeckmans · Fred Brouwers · Edwin Brys · Ro Burms · Walter Capiau · Annemie Coppieters · Harry Creemers · Karel Daerden · Christoff · Conny De Boos · Hein Decaluwé · Jessie De Caluwe · Jo met de Banjo · Gust De Coster · Martin De Jonghe · Paula De Meulder · Els De Vuyst · Frank Dingenen · Michel Follet · Jacky Geerts · Jos Ghysen · Margriet Hermans · Irene Houben · Michel Ilsen · Rita Jaenen · Chris Jonckers · Tante Kaat · Luk de Laat · Jo Leemans · Leki · Kathy Lindekens · Kris Luyten · Micha Marah · Betty Mellaerts · Kaat Mendonck · Freek Neirynck · Line Ooms · Sven Ornelis · Katrien Palmers · Gerard Pollet · Julien Put · Hugo Raspoet · Niko Reynaert · Luk Saffloer · Karel Segers · Lennart Segers · Lutgart Simoens · Rudi Sinia · Dirk Somers · Dré Steemans · Jan Theys · Gene Thomas · Wiet Van Broeckhoven · Marc Van den Hoof · Dieter Vandepitte · Karin Van den Berghe · Thomas Van der Spiegel · Kurt Van Eeghem · Wim Van Gansbeke · Els Van Herzeele · Ilse Van Hoecke · Bert Van Molle · Jan Van Rompaey · Paula Van Wilder · Louis Verbeeck · Karel Vereertbruggen · Herwig Verhovert · Luc Verschueren · Johan Verstreken · Tom Vossen · Eddy Wally · Niels William · Edwin Ysebaert · Zaki